# Dolní Bělá
Dolní Bělá (dříve Český Neustadtl, německy Böhmisch-Neustadtl) je obec a vesnice v okrese Plzeň-sever v Plzeňském kraji. Žije v ní 450 obyvatel.

## Název
Název vesnice se v historických pramenech objevuje ve tvarech: de Bela (1318), de Beyla (1358, 1379), „prodali Bielau“ (1512), „postoupil Biele“ (1525), Neustädel (1654), Biela a Neustadtel či Unter-Biela (1838) a Neustadtel český (1854). Německé jméno Neustädel (Nové Městečko) se začal používat v sedmnáctém století, zatímco sousední vesnice se začala označovat jako Horní Bělá. V roce 1916 se používaly názvy Dolní Bělá, Böhmish Neustadtl a Unterběla.

## Historie
První písemná zmínka o Dolní Bělé (resp. Bělé) je z roku 1315, kdy se objevila v přídomku Racka z Bělé. Racek je považován za zakladatele bělského hradu, s jehož majiteli je vesnice úzce spojena. Není jisté, zda ves existovala už před založením hradu, ale lze to považovat za pravděpodobné. V roce 1357 stál v Bělé farní kostel. Během čtrnáctého století se vesnice nejspíše rozrostla na městečko. Dokladem jsou velké daně, které platil Sezema z Bělé, a mlýny, krčmy a řemeslníci zmiňovaní roku 1379.

## Obyvatelstvo
Při sčítání lidu v roce 1921 zde žilo 645 obyvatel (z toho 296 mužů), kteří byli kromě jednoho cizince československé národnosti. Většina se hlásila k římskokatolické církvi, ale 58 jich bylo evangelíky, 28 patřilo k církvi československé, osmnáct k církvi izraelské a 257 lidí bylo bez vyznání. Podle sčítání lidu z roku 1930 měla vesnice 671 obyvatel: 667 Čechoslováků, dva Němce, jednoho příslušníka jiné národnosti a jednoho cizince. Stále převažovala římskokatolická většina, ale ve vsi žilo také 110 evangelíků, deset členů církve československé, devět židů, jeden člen nezjišťovaných církví a 169 lidí bez vyznání.
| Rok            | 1869 | 1880 | 1890 | 1900 | 1910 | 1921 | 1930 | 1950 | 1961 | 1970 | 1980 | 1991 | 2001 | 2011 | 2021 |
| -------------- | ---- | ---- | ---- | ---- | ---- | ---- | ---- | ---- | ---- | ---- | ---- | ---- | ---- | ---- | ---- |
| Počet obyvatel | 675  | 705  | 659  | 622  | 700  | 645  | 671  | 495  | 544  | 490  | 446  | 434  | 451  | 415  | 457  |
| Počet domů     | 84   | 79   | 88   | 90   | 91   | 100  | 123  | 130  | 130  | 143  | 130  | 164  | 175  | 176  | 189  |

## Obecní správa a politika
V letech 1961–1990 k obci patřily Líté, Loza a Spankov, od 1. července 1985 do 23. listopadu 1990 Bučí a od 1. ledna 1986 do 23. listopadu 1990 také Krašovice.

### Obecní symboly
Znak a vlajka byly obci uděleny rozhodnutím předsedy Poslanecké sněmovny Parlamentu České republiky dne 9. prosince 2015.

### Starostové
- do roku 2018: Tomáš Křiklán
- od roku 2018: Martin Karlovec

## Pamětihodnosti
- Na návrší nad Dolní Bělou se dochovaly pozůstatky hradu Bělá z počátku čtrnáctého století.
- Ve středu vesnice stojí empírový kostel Povýšení svatého Kříže z let 1820–1822.[14] Pod kostelem se nachází původně pozdně barokní fara z roku 1769, upravená v první polovině devatenáctého století. Její jednopatrová budova má valbovou střechu a půdorys písmena L. Omítky fasád prvního patra jsou zdobené lizénami a štukovými klenáky. Nad vchodem je umístěn akantem zdobený znak opata plaského kláštera Fortunata Hartmanna.[15]
- K drobným kulturním památkám patří kaple Zvěstování Panny Marie a Husova kaple. Barokní kaple Zvěstování Panny Marie z roku 1736 u silnice do Horní Bělé má čtvercový půdorys a sedlovou střechu z bobrovek. Dovnitř vede vstup v šambráně zaklenutý půlkruhovým obloukem s klenákem, na němž je uvedeno vročení 1736.[16] Funkcionalistická Husova kaple byla postavena v letech 1938–1939 podle projektu architekta Jaroslava Fišera. Samotná kaple má kruhový půdorys s průměrem asi jedenáct metrů a kryje ji devět metrů vysoká kupole s lucernou.[17]
- V centru vsi se dochovala budova Válcových mlýnů Josefa Pioreckýho.

## Galerie

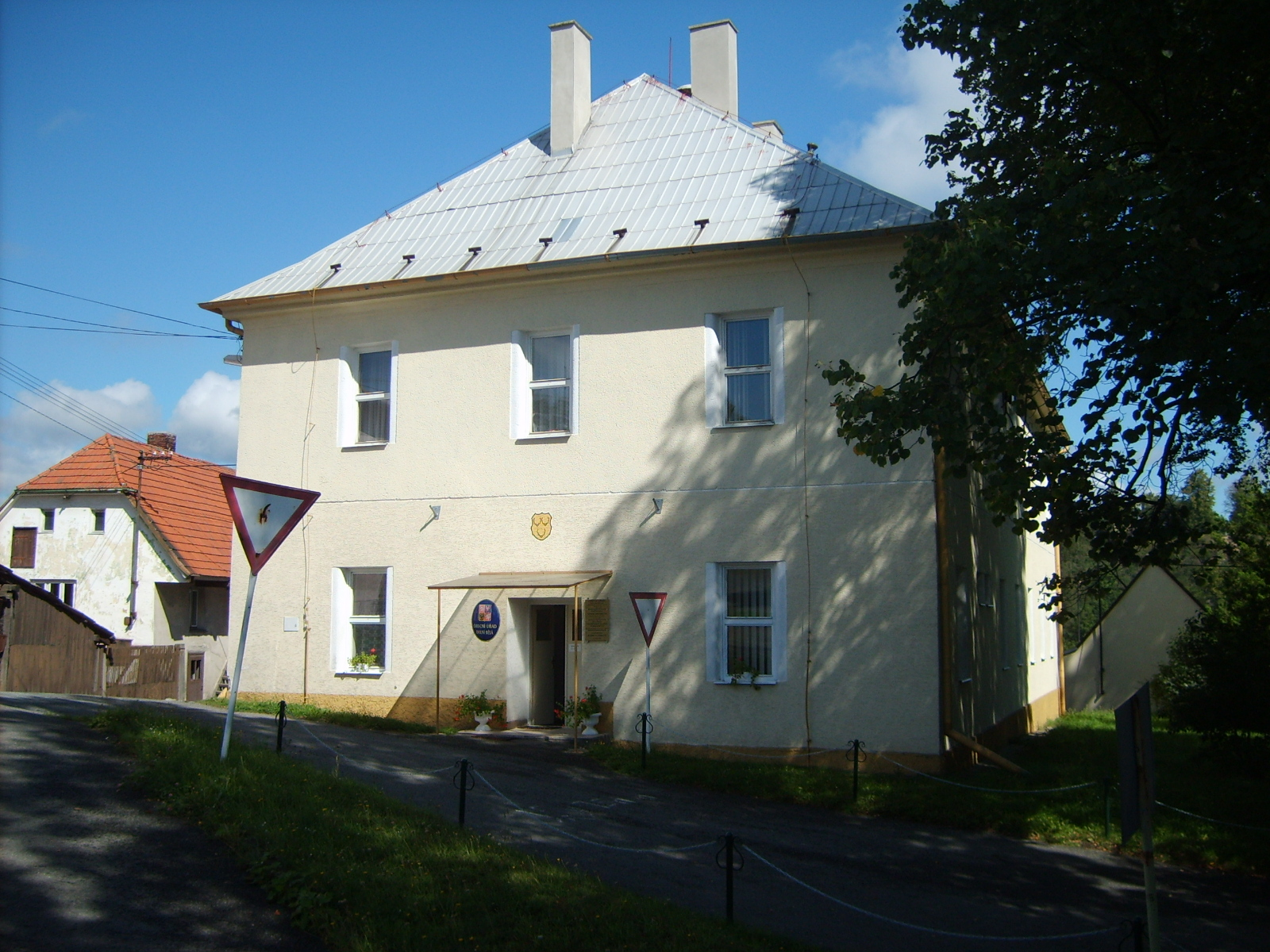
Obecní úřad
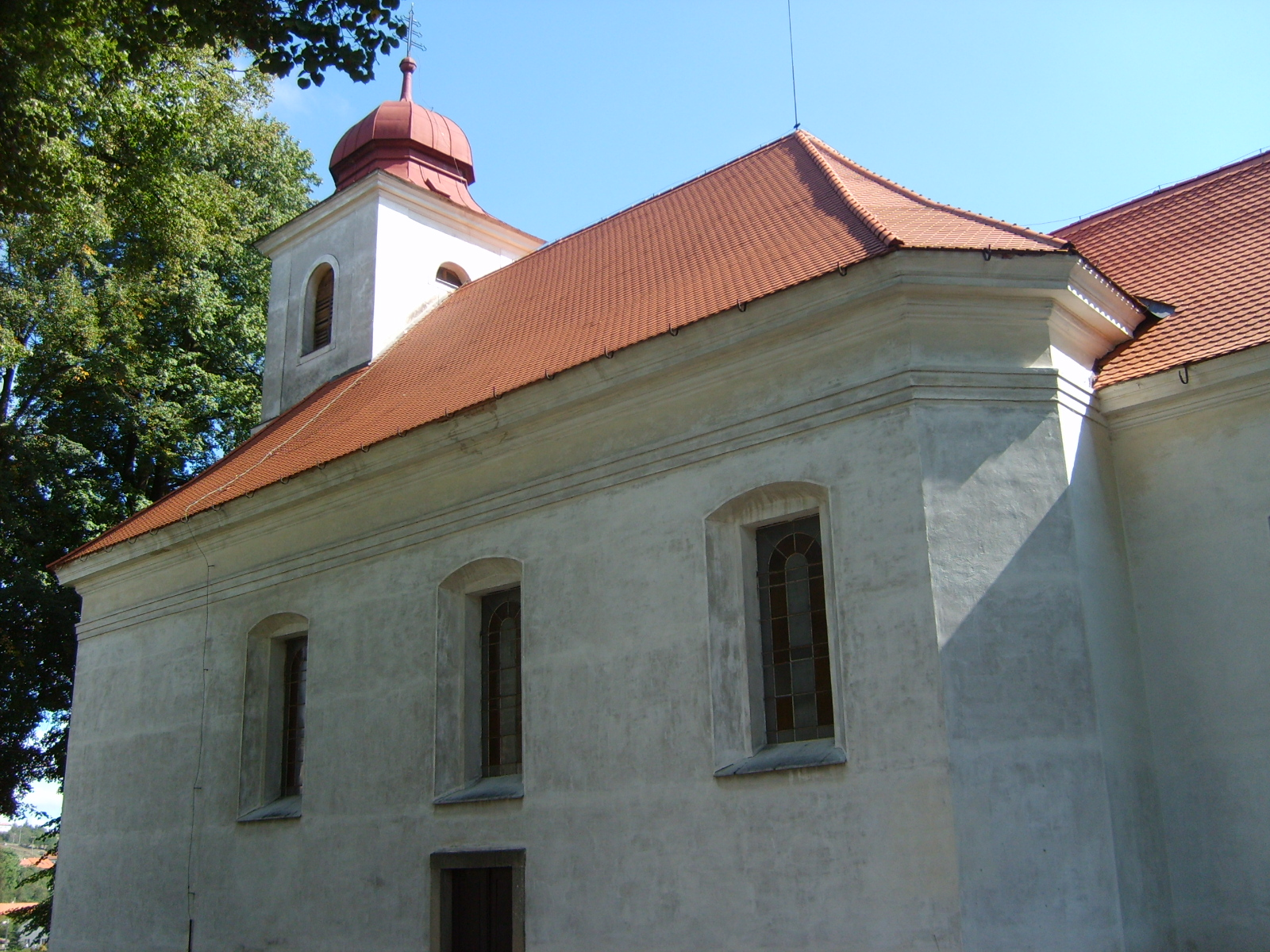
Kostel Povýšení Svatého Kříže
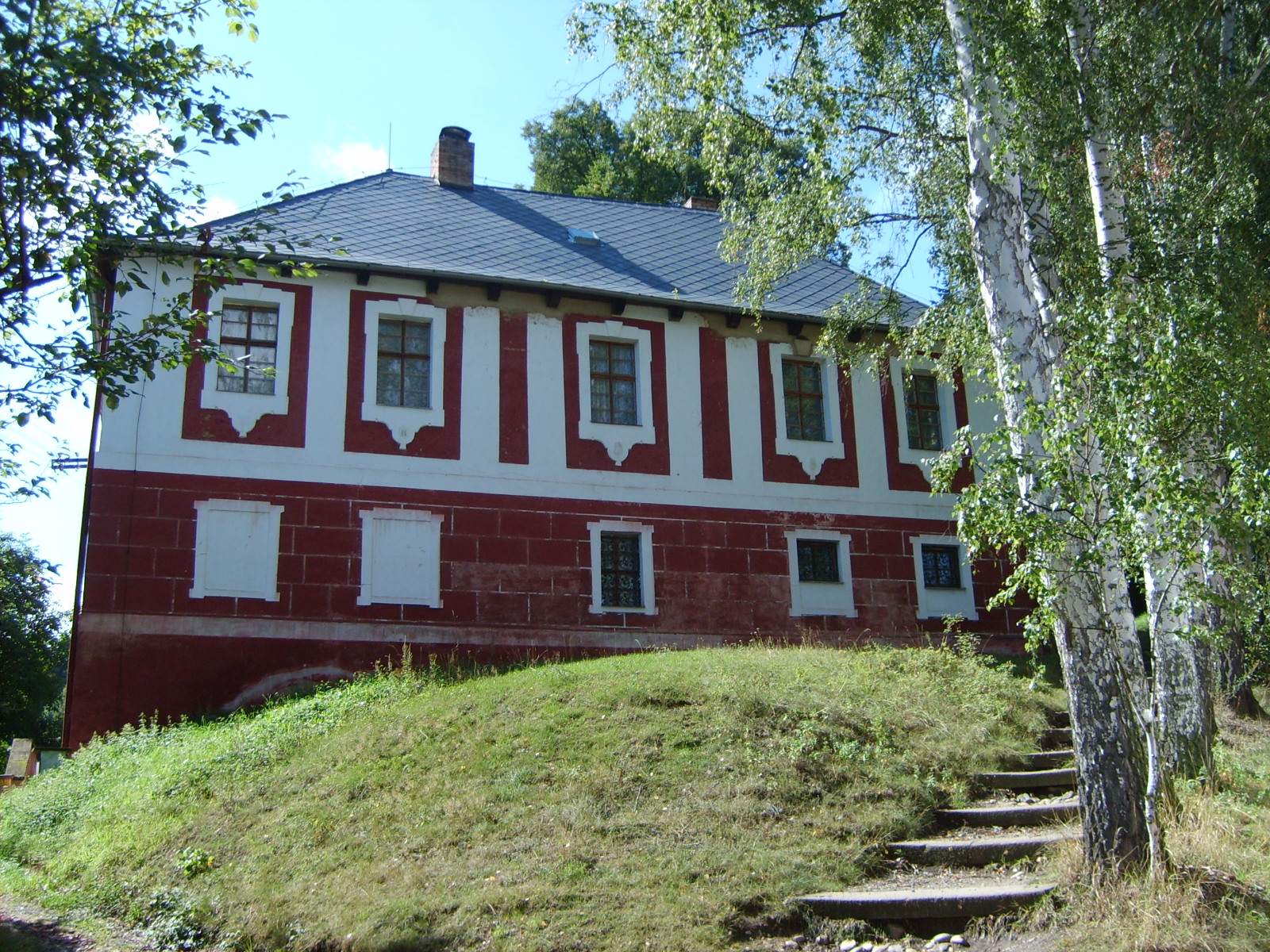
Fara
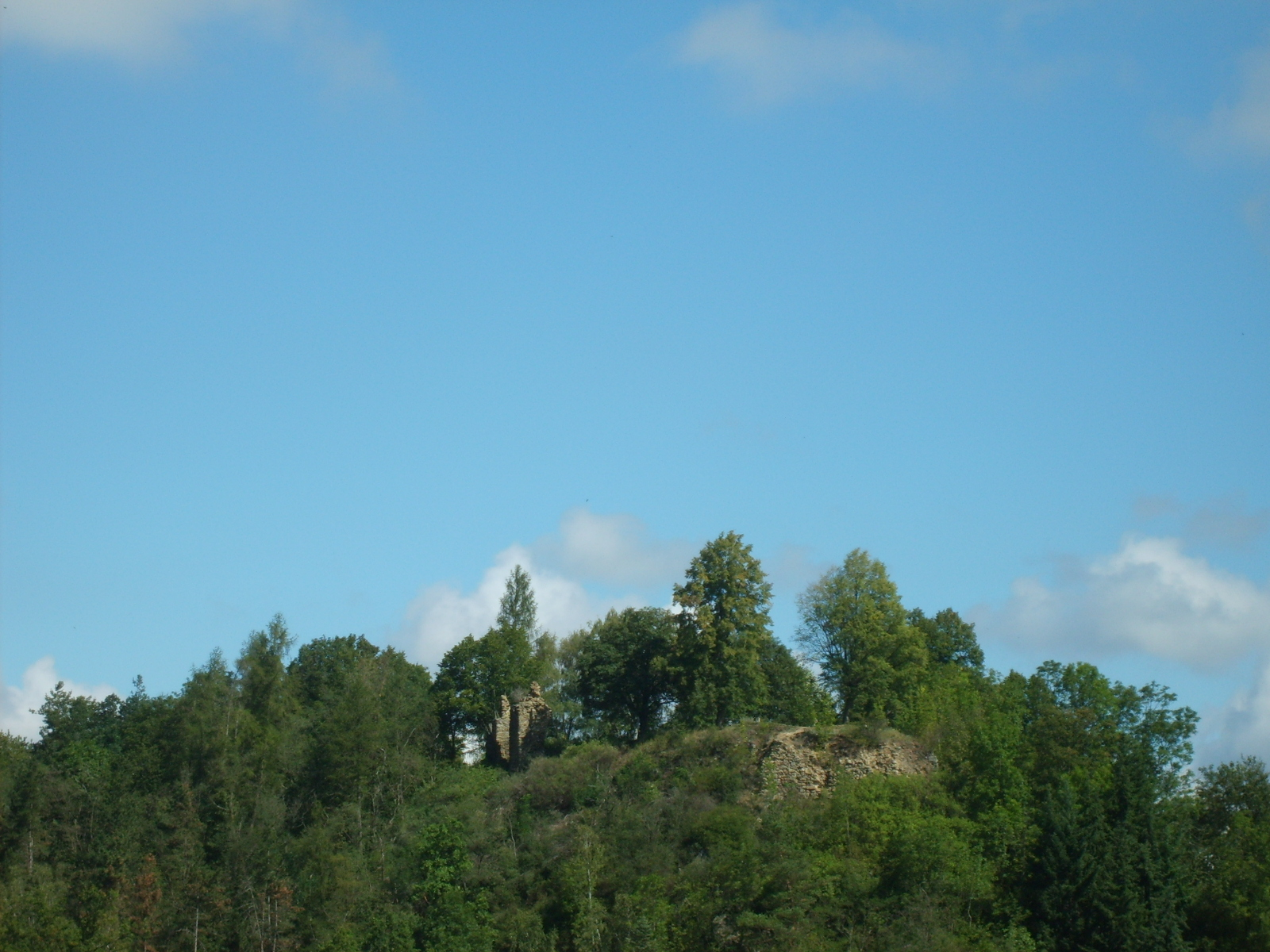
Zřícenina hradu Bělá